# Општина Чегране
Општина Чегране је била општина у Северној Македонији, са седиштем у истоименом селу, која је постојала од 18. децембра 1996. до 2004. године, када је припојена данашњој општини Гостивар, на основу новог закона о територијалној подели.

## Становништво
Општина Чегране имала је по последњем попису из 2002. године 12.310 ст., од чега у седишту општине, селу Чегране, 6.748 ст. (55%). Општина је средње густо насељена.
Национални састав по попису из 2002. године био је:
|           | Број   | Постотак |
| Укупно    | 12.310 | 100%     |
| Албанци   | 12.075 | 97,65%   |
| Македонци | 235    | 2,35%    |
| остали    | 0      | 0,0%     |

## Насељена места
Општина је обухватала 4 насељена места:
- Чегране, седиште општине
- Корито
- Форино
- Тумчевиште